# Quezon (Nueva Écija)
Quezon es un municipio filipino de cuarta categoría, situado en la parte central de la isla de Luzón. Forma parte del Primer Distrito Electoral de la provincia de Nueva Écija situada en la Región Administrativa de Luzón Central, también denominada Región III.

## Geografía
Situado en el oeste de la provincia, limita al noroeste con el municipio de San Juan de Guimba; al nordeste y este con el de Santo Domingo; al sur con el de Aliaga; y al oeste con el de Licab.

### Barangayes
El municipio  de Quezon se divide, a los efectos administrativos, en 18 barangayes o barrios, conforme a la siguiente relación:
| - Bertese - Doña Lucía - Dulong Bayan - Ilog Baliwag | - Barangay I (Población) - Barangay II (Población) - Pulong Bahay - San Alejandro | - San Andrés I - San Andrés II - San Manuel - Santa Clara | - Santa Rita - Santo Cristo - Feria de Santo Tomás - San Miguel |  |

## Patrimonio

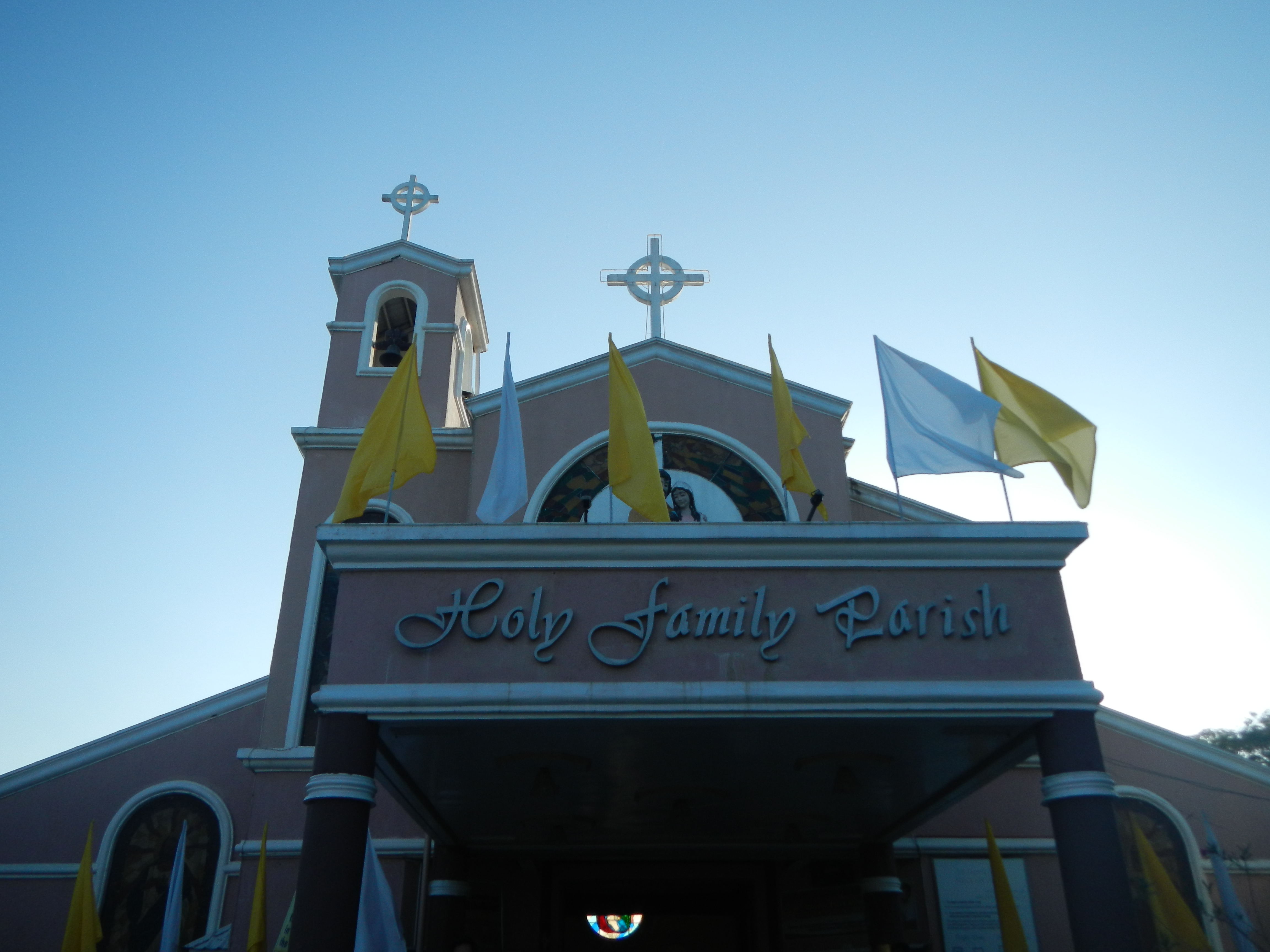
Iglesia de la Sagrada Familia.

Iglesia parroquial católica bajo la advocación de la Sagrada Familia, data del año 1929.
Forma parte de la Diócesis de San José en las Islas Filipinas en la provincia Eclesiástica de Lingayén-Dagupán.